# Lee Roy Martin
Lee Roy Martin (25 de abril de 1937-31 de mayo de 1972), también conocido como El estrangulador de Gaffney, fue un asesino en serie estadounidense de Gaffney, Carolina del Sur, responsable de los asesinatos de 2 mujeres y 2 chicas entre 1967 y 1968.

## Antecedentes
Cuando los asesinatos comenzaron en 1967, Martin trabajaba en una fábrica textil en el condado de Cherokee. Estaba casado y tenía tres hijos.

## Víctimas
Annie Lucille Dedmond, de 32 años, fue asesinada el 20 de mayo de 1967; había sido violada y estrangulada. Su esposo, Roger Dedmond, fue arrestado y condenado por el asesinato, siendo sentenciado a 18 años en prisión.
Nueve meses después, en febrero de 1968, Nancy Carol Parris, de 20 años, fue secuestrada; su esposo la reportó como desaparecida después de que ella sacó a su perro a pasear por la noche y nunca regresó. Poco después se encontró su cuerpo desnudo en la orilla de un río bajo un puente; había sido estrangulada y violada.
Nancy Christine Rhinehart, de 14 años, fue asesinada el 8 de febrero de 1968. El cuerpo fue encontrado enterrado debajo de una pila de arbustos con un pie sobresaliendo; había sido violada y estrangulada.
El 8 de febrero de 1968, Lee Roy Martin llamó de manera anónima a Bill Gibbons, entonces editor del The Gaffney Ledger. Martin le proporcionó a Gibbons indicaciones para localizar dos cuerpos, e insistió en que él era el responsable del asesinato de Annie Dedmond, no su esposo. Gibbons se lo comunicó a la policía, quienes encontraron los cuerpos de Parris y Rhinehart. Cuatro días después, Martin volvió a contactarse con Gibbons y le advirtió que habría más asesinatos.
El 13 de febrero de 1968, Opal Dianne Buckson, de 15 años, fue secuestrada y encerrada en el maletero de un auto mientras caminaba hacia la parada del autobús escolar con su hermana, quien pudo dar una descripción del vehículo a las autoridades. La policía encontró el cuerpo desnudo de Buckson en una zona boscosa varios días después; exhibía señales de lucha, además de haber sido estrangulada y apuñalada hasta morir.

## Investigación, arresto y juicio
Al enterarse del secuestro de Opal Buckson en la mañana del 13 de febrero, los residentes locales Henry Transou y Lester Skinner comenzaron a patrullar el área en busca de un auto que coincidiera con la descripción facilitada por radio por la policía local. Pocas horas después del secuestro, vieron un coche que había retrocedido por un camino de tierra en una zona muy boscosa y a un hombre de pie junto a él. Cuando pasaron más de cerca, el hombre se apresuró a entrar al auto y se marchó. Transou y Skinner anotaron la matrícula del auto y le reportaron a la policía lo que habían visto. Más tarde, los investigadores descubrieron el cuerpo de Buckson cerca del lugar donde se había visto el auto de Martin.
Martin fue arrestado el 27 de febrero de 1968. El alguacil tomó las pruebas de Martin y lo interrogó. Martin les indicó la ubicación de los cuerpos; sin embargo, en el proceso, no se le concedió el derecho adecuado a un abogado, por lo que las autoridades no solicitaron la pena de muerte. Martin fue condenado por asesinato en primer grado por las muertes de Dedmond, Parris, Rhinehart y Buckson, recibiendo cuatro cadenas perpetuas.
Tras el arresto de Martin, Roger Dedmond, quien llevaba ya tres meses de su sentencia en prisión, fue liberado del Campo Penitenciario del Condado de Union el 1 de marzo de 1968, y se retiraron todos los cargos en su contra por el asesinato de su esposa.
Aunque la creencia popular sobre el motivo de Martin era que “perseguía mujeres jóvenes”, en entrevistas en prisión y en las conversaciones con su madre, el propio Martin dijo que tenía una doble personalidad, incluyendo un lado violento que se apoderaba de él.

## Secuelas
El 31 de mayo de 1972, mientras se hallaba encarcelado en la Institución Central de Correcciones en Columbia, Martin fue apuñalado hasta morir por otro recluso, Kenneth Marshall Rumsey, quien se suicidó con posterioridad en prisión.

## En la cultura popular
En 2015, el caso fue retratado en el estreno de la tercera temporada de la serie de Investigation Discovery A Crime to Remember ("Lock Up Your Daughters"). También fue el tema del episodio 176 del podcast "Small Town Murder".